# سیارک ۲۳۱۲۰
سیارک ۲۳۱۲۰ (به انگلیسی: 23120 Paulallen، نامگذاری:2000AP50) بیست و سه هزار و صد و بیستمین سیارک کشف شده‌است که در ۵ ژانویه ۲۰۰۰ کشف شد.
قدر مطلق سیارک برابر ۵۳.۶ است.